# Bubba Ho-tep
Bubba Ho-tep är en amerikansk film från 2002, baserad på en novell av Joe R. Lansdale.

## Handling
Efter att ha bytt identitet med en imitatör vid namn Sebastian Haff strax före "sin" död lever Elvis Presley vidare som pensionär på ett ålderdomshem. Tillsammans med en svart man som påstår sig vara John F. Kennedy tar han sig an den mumie som härjar på hemmet.

## Uppföljare
I sluttexterna till filmen nämns filmen Bubba Nosferatu: Curse of the She-Vampires. Det var egentligen ett skämt, men när Bubba Ho-tep gick bra började planer på att producera en uppföljare som skulle skildra tiden före. Arbetet har dock skjutits upp många gånger och ingen produktion har kommit igång. Ett tag var rollen som Elvis Presley planerad att göras av Ron Perlman.

## Rollista
- Bruce Campbell – Elvis Presley/Sebastian Haff
- Ossie Davis – Jack (John F. Kennedy)
- Ella Joyce – Sjuksköterskan
- Bob Ivy – Bubba Ho-tep